# Sadalsuud
Sadalsuud (Beta Aquarii - β Aqr) è la stella più brillante della costellazione dell'Aquario. La sua magnitudine apparente è +2,90 e dista 536 anni-luce dalla Terra.
Il nome tradizionale Sadalsuud deriva dall'espressione araba سعد السعود sacd as-sucūd, che significa «fortuna delle fortune».

## Osservazione
Si tratta di una stella situata nell'emisfero celeste australe, ma molto in prossimità dell'equatore celeste; ciò comporta che possa essere osservata da tutte le regioni abitate della Terra senza alcuna difficoltà e che sia invisibile soltanto molto oltre il circolo polare artico. Nell'emisfero sud invece appare circumpolare solo nelle aree più interne del continente antartico. La sua magnitudine pari a 2,9 le consente di essere scorta con facilità anche dalle aree urbane di moderate dimensioni.
Il periodo migliore per la sua osservazione nel cielo serale ricade nei mesi compresi fra fine agosto e dicembre; da entrambi gli emisferi il periodo di visibilità rimane indicativamente lo stesso, grazie alla posizione della stella non lontana dall'equatore celeste.

## Caratteristiche fisiche
Sadalsuud appartiene alla classe spettrale G0Ib ed è un membro della rara classe di stelle note come supergiganti gialle. Ha una massa 6 volte quella solare ed un raggio 50 volte superiore. Con una temperatura superficiale di 5700 K è 2350 volte più luminosa del Sole. Il telescopio spaziale Chandra ha riscontrato, proveniente da questa stella, un'emissione di raggi X piuttosto inusuale; è infatti la prima emissione di raggi X osservata in una supergigante gialla.
Sadalsuud ha due compagne rispettivamente a 37 e 60 secondi d'arco di distanza, di magnitudine 11 e 11,60, che non sembrano legate fisicamente alla supergigante.